# Iosîpivți, Bar
Iosîpivți (în ucraineană Йосипівці) este un sat în comuna Balkî din raionul Bar, regiunea Vinnița, Ucraina.

## Demografie
Componența lingvistică a localității Iosîpivți
     Ucraineană (99,25%)
     Alte limbi (0,75%)
Conform recensământului din 2001, majoritatea populației localității Iosîpivți era vorbitoare de ucraineană (99,25%), existând în minoritate și vorbitori de alte limbi.